# Брстовниця
Брстовниця (словен. Brstovnica) — поселення в общині Лашко, Савинський регіон, Словенія. Висота над рівнем моря: 276,1 м. 